# Мокра (Підкарпатське воєводство)
Мокра (пол. Mokra) — село в Польщі, у гміні Розвинниця Ярославського повіту Підкарпатського воєводства. До 1 січня 2009 — присілок села Рудоловичі на Закерзонні.

## Розташування
Знаходиться в західній частині Надсяння. Розташоване на відстані 6 км на північний схід від адміністративного центру ґміни Розвинниці, 20 км на південний захід від повітового центру Ярослава і 50 км на схід від воєводського центру Ряшева. Через село проходить воєводська дорога № 880, а зі сходу до села прилягає державна дорога Е40.

## Історія
Після захоплення Галичини Польщею була почата колоніальна політика латинізації і полонізації українських земель. Унаслідок півтисячоліття дискримінації українці західного Надсяння в XIX ст. опинилися в меншості. Греко-католики Мокрої ходили до парафії Розвинниця, а з 1847 р. — до парафії Полнятичі, парафії належали до Порохницького деканату Перемишльської єпархії. Востаннє греко-католики (четверо парафіян) в Мокрій згадуються в шематизмі 1879 р.
У 1885 році Мокра була присілком села Рудоловичі Ярославського повіту.
Після розпаду Австро-Угорщини і утворення 1 листопада 1918 р. Західноукраїнської Народної Республіки Мокра разом з усім Надсянням була окупована Польщею в результаті кривавої війни. Входила до Ярославського повіту Львівського воєводства, в 1934—1939 рр. — у складі ґміни Розьвениця.
1 січня 2009 р. Мокра отримала статус села Ярославського повіту Підкарпатського воєводства.